# John George Haigh
John George Haigh (24 de julio de 1909 de agosto de 1949) fue un asesino en serie inglés convicto que durante la década de los 1940 asesinó a varias personas para robar su dinero, comúnmente conocido como el «Asesino del baño de ácido» por disolver los cadáveres de las víctimas con ácido sulfúrico.

## Arresto y condena
Fue arrestado el 20 de febrero de 1948 como sospechoso de la desaparición de la señora Durand-Deacon y sometido a juicio el 18 de julio 1949. Aunque Haigh confesó sus crímenes, la defensa, pagada por el periódico News of the World a cambio de que Haigh escribiera su historia en exclusiva, intentó que se le declara demente pues Haigh refirió a los psiquiatras frecuentes pesadillas y obsesión por beber sangre de sus víctimas, por lo cual fue llamado «El vampiro de Londres» por la prensa sensacionalista. Así mismo Haigh se comportó irracionalmente en su reclusión; incluso bebió su propia orina delante de los guardias. Pero la fiscalía, en base a los informes de los peritos oficiales, consideró que estaba simulando su demencia; que había actuado con premeditación y alevosía movido por la codicia, siendo prueba de ello que intentara encubrir sus crímenes, y que la estrategia del acusado y de sus abogados lo que perseguía era evitar la pena de muerte al declararlo demente.
El Daily Mirror, periódico que había insistido en enfatizar que Haigh era un vampiro en una serie de reportajes sensacionalistas, fue demandado por los abogados de Haigh y sancionado por la corte a pagar £10.000 y su editor fue condenado a tres meses de prisión por desacatar la orden de no respetar la presunción de inocencia del acusado antes de que culminara el juicio.
Aunque confesó haber matado a un total de nueve personas, Haigh fue declarado culpable de los asesinatos de seis víctimas cuyos restos pudieron ser identificados con certeza y condenado la horca, pena que fue ejecutada el 6 de agosto de 1949 en la prisión de Wandsworth.

## Haigh en la cultura popular
Antes de ser ejecutado, Haigh permitió que los técnicos del Museo Madame Tussauds de Londres hicieran una copia en cera de su rostro y legó su ropa a esa entidad en la cual su efigie es exhibida en la llamada «Cámara de los horrores».
En 2002 una productora británica realizó para la televisión una serie titulada A Is for Acid, basada en la vida de Haigh.
A pesar de que durante el juicio se descartó que Haigh bebiera sangre y se concluyó que al confesar tal acción lo que pretendía era desviar la atención de su codicia para ser juzgado como demente, muchos autores de literatura popular continúan mencionando su caso a propósito del vampirismo.